# Aéroport de Mendoza
L'aéroport international Governor Francisco Gabrielli (espagnol : Aeropuerto Internacional Gobernador Francisco Gabrielli) (code IATA : MDZ • code OACI : SAME • code FA Argent. (es) : DOZ), autrement connu sous le nom d'Aéroport international El Plumerillo, est situé à 8 kilomètres (4,970969536 mi) nord-est du centre de Mendoza, capitale de la province de Mendoza en Argentine .

## Situation
| \| 100 km1:20 642 000 \| Bahía Blanca San Carlos de Bariloche Buenos Aires · J.-Newbery Buenos Aires · Ezeiza Buenos Aires · El Palomar Catamarca Comodoro Rivadavia Córdoba Corrientes El Calafate Esquel Formosa Gobernador Gregores San Salvador de Jujuy La Rioja Malargüe Mar del Plata Mendoza Neuquén Paraná Perito Moreno Puerto · Iguazú Puerto Madryn Reconquista Resistencia Río Cuarto Río Gallegos Río Grande Rosario Salta San Juan San Luis San Martín de los Andes San Rafael Santa Fe de la Vera Cruz Santa Rosa Santiago del Estero Sunchales Tandil Termas de Río Hondo Trelew Tucumán Ushuaia Viedma |
| 100 km1:20 642 000 |

## Compagnies aériennes et destinations
| Compagnies             | Destinations |
| ---------------------- | --- |
| Aerolíneas Argentinas  | - Buenos Aires-J. Newbery, - Buenos Aires-Ezeiza, - Córdoba, - Mar del Plata, - Neuquén (en), - Rosario - îles Malouines (en), - Salta, - San Carlos de Bariloche (en), - São Paulo/Guarulhos, - San Salvador de Jujuy (en), - Santiago du Chili-A.-M.-Benítez |
| Copa Airlines          | Panama-Tocumen |
| Flybondi               | Buenos Aires-J. Newbery, Córdoba |
| Gol Transportes Aéreos | São Paulo/Guarulhos |
| JetSmart Argentina     | Buenos Aires-J. Newbery, Salta, San Carlos de Bariloche (en) |
| LADE                   | - Bahia Blanca, - Comodoro Rivadavia, - Córdoba, - Malargüe (en), - Neuquén (en), - Puerto Madryn (El Tehuelche) (en) |
| LATAM Brasil           | Santiago du Chili-A.-M.-Benítez, São Paulo/Guarulhos |
| LATAM Chile            | Santiago du Chili-A.-M.-Benítez |
| LATAM Perú             | Lima-J. Chávez |
| Sky Airline            | Santiago du Chili-A.-M.-Benítez |

Edité le 14/12/2023

## Statistiques et trafic
Pour des raisons techniques, il est temporairement impossible d'afficher le graphique qui aurait dû être présenté ici.

Voir la requête brute et les sources sur Wikidata.